# The Beginning After the End

The Beginning After the End (coréen : 끝이 아닌 시작, litt. « Un début, pas une fin ») est une série de webnovel américaine écrite par l'auteur sud-coréen TurtleMe et illustrée par Fuyuki23.
Elle est d'abord publiée sur la plateforme Tapas à partir de janvier 2017. Une adaptation en webtoon, également dessinée par Fuyuki23 est prépubliée sur Tapas en juillet 2018. Elle est éditée en anglais au format papier par Yen Press.
Une adaptation en série d'animé, The Beginning After the End (最強の王様、二度目の人生は何をする?, Saikyō no ōsama, futatabime no jinsei wa nani o suru?, litt. « Que fera le roi le plus puissant dans sa deuxième vie ? »), produite par le studio A-Cat, est diffusée à la télévision japonaise depuis avril 2025.

## Webnovel
La série débute en janvier 2017, avec la publication sur la plateforme Tapas du premier chapitre (dénommé « épisode ») écrit par Brandon Lee, sous le pseudonyme TurtleMe, un auteur sud-coréen résidant dans la région de Seattle. D'après un responsable Kakao Entertainment, The Beginning After the End a été spécifiquement créé pour le marché nord-américain, mêlant le style et le système de sérialisation hebdomadaire des œuvres coréennes et la culture de fantasy occidentale.
Fin avril 2025, Rocketship Entertainment annonce une campagne de financement participatif sur la plateforme Kickstarter en vue de l'édition d'une version papier « premium » des trois premiers volumes du roman.

## Web comic
Une adaptation en webtoon, également dessinée par Fuyuki23, est prépubliée sur Tapas en juillet 2018. Elle est éditée en anglais au format papier par Yen Press, et compte 7 volumes en mars 2025.
En juin 2023, Fuyuki23 annonce son départ du projet en raison d'un différent avec le nouveau mode de rétribution de la plateforme.

## Animé
L'adaptation en série d'animation est annoncée le 19 octobre 2024, à l'occasion du New York Comic Con, avec une « saison 1 » de 24 épisodes prévue pour une diffusion en 2025. Elle est réalisée par le studio A-Cat, sous la direction Keitarō Motonaga.
Il s'agit, selon Tapas, de la toute première adaptation animée d'un web novel/webcomic américain.
Sa diffusion commence le 2 avril 2025 à la télévision japonaise. Crunchyroll assure la diffusion pour les pays hors-Asie.
Une saison 2 a été annoncée pour le printemps 2026

### Liste des épisodes
| No | Titre français                 | Titre japonais       | Titre japonais       | Date de 1re diffusion |
| No | Titre français                 | Kanji                | Rōmaji               | Date de 1re diffusion |
| -- | ------------------------------ | -------------------- | -------------------- | --------------------- |
| 1  | La Renaissance d'un roi        | 王様、生まれ変わる。 | Ōsama, umare kawaru. | 2 avril 2025          |
| 2  | Un roi victime d'une embuscade | 王様、襲われる。     | Ōsama, osowareru.    | 9 avril 2025          |
| 3  | Un roi fait une rencontre      | 王様、出会う。       | Ōsama, deau.         | 16 avril 2025         |
| 4  | Un Roi secourable              | 王様、助ける。       | Ōsama, tasukeru.     | 23 avril 2025         |
| 5  | Un roi mis à l'épreuve         | 王様、試される。     | Ōsama, tamesareru.   | 30 avril 2025         |
| 6  | Un roi s'entraîne              | 王様、修行する。     | Ōsama, shugyō suru.  | 7 mai 2025            |
| 7  | Le Départ d'un roi             | 王様、お別れする。   | Ōsama, owakare suru. | 14 mai 2025           |
| 8  | Un roi retrouve les siens      | 王様、再会する。     | Ōsama, saikai suru.  | 21 mai 2025           |
| 9  | Un roi enseigne                | 王様、教える。       | Ōsama, oshieru.      | 28 mai 2025           |
| 10 | Un roi se rebelle              | 王様、逆らう。       | Ōsama, sakarau.      | 4 juin 2025           |
| 11 | Un roi prend une décision      | 王様、決意する。     | Ōsama, ketsui suru.  | 11 juin 2025          |
| 12 | Un roi part à l'aventure       | 王様、旅立つ。       | Ōsama, tabidatsu.    | 18 juin 2025          |

## Accueil
En octobre 2024, la franchise, disponible en sept langues sur Tapas, compte plus de 61,8 millions de vues (36,1 millions pour le webcomic, et 25,7 millions pour le web novel). À l'échelle mondiale, elle génère un chiffre d'affaires de près de 500 000 dollars US chaque mois.